# Belisario Osuna
Belisario Osuna fue un futbolista argentino, socio fundador del Club Atlético Unión. También fue tenista.

## Club United

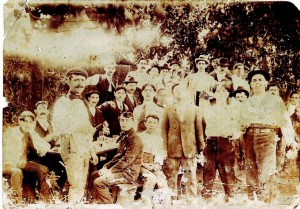
Belisario Osuna (Primero a la izquierda sentado) junto con sus amigos y los demás socios, después de crear el Club United.

El 13 de abril de 1907, Belisario Osuna y un grupo de amigos (Federico Achembach, Antonio Baragiola, Primo Billordo, Cayetano Bossi, Néstor A. Casabianca, José Cepeda, Guillermo Drenner, Enrique Fayó, José Fayó, Pedro Gibella, Secundino Noceda, Guillermo Scartascini, y José Trentini.) se habían ido del Santa Fe Foot-ball Club desaparecido, buscaban un club en el cual albergarse, pero más tarde llegaron a la conclusión que ningún club los albergaría a todos juntos, fue así como un 15 de abril de 1907, un grupo de 14 amigos y socios liderados por Belisario Osuna se reúnen en la casa de la familia Baragiola, ubicada en calle Catamarca, entre San Martín y San Jerónimo. El objetivo era crear una nueva institución, a partir de los lazos de amistad y camaradería que unían a aquel grupo entusiasta de muchachos. El nombre elegido sería, Club United por idea del socio fundador Cayetano Bossi que significaba unidos en inglés.

## Carrera

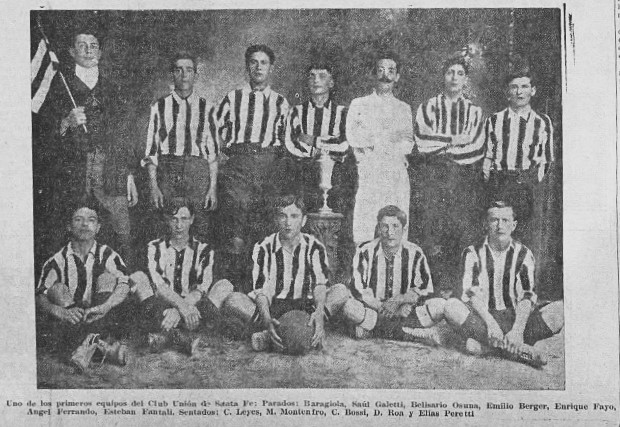
ARRIBA: Antonio Baragiola (Banderín), Sául Galetti, Belisario Osuna, Emilio Berger, Enrique Fayó, Ángel Ferrando y Esteban Pantenalli- SENTADOS: Casimero Leyes, Rodolfo Montenegro, Cayetano Bossi, Dominiciano Roa y Elías Pieretti

Comenzó su carrera como mediocampista en el Santa Fe Foot-ball Club hasta su desaparición el 13 de abril de 1907. Dos días después crearía junto con unos amigos el Club United en el cual jugaría varios años antes de ir a la ciudad de Rosario a seguir su carrera futbolística. Poco se sabe de como le fue, solamente que jugó en varios clubes y que le tocó hacer de arquero, hasta su vuelta a Unión en 1919 donde se quedaría a jugar hasta su retiro en ese mismo año. Después de su retiro se dedicó al tenis.

## Clubes
| Club                    | Ciudad   | País      | Año         |
| ----------------------- | -------- | --------- | ----------- |
| Sarmiento Football Club | Santa Fe | Argentina | 1905 - 1907 |
| Santa Fe Football Club  | Santa Fe | Argentina | 1907 - 1907 |
| Club Atlético Unión     | Santa Fe | Argentina | 1907 - 1909 |
| Club Atlético Argentino | Rosario  | Argentina | 1910 - 1918 |
| Club Atlético Unión     | Santa Fe | Argentina | 1919        |

## Palmarés
| Torneo | Club  | Sede     | Año  |
| ------ | ----- | -------- | ---- |
| LRSF   | Unión | Santa Fe | 1907 |
| LRSF   | Unión | Santa Fe | 1908 |
| LRSF   | Unión | Santa Fe | 1909 |
| LRSF   | Unión | Santa Fe | 1910 |